# Moto G 2024
Durante el 2024, Motorola Mobility lanza al mercado dispositivos para dar continuidad a la familia Moto G que es la marca de dispositivos de Motorola en gama media, siendo su decimotercera edición. Cuentan con el sistema operativo Android 14, algunos con reportes de actualización a Android 15, sin embargo, cuando fue lanzado Moto G75, se garantizaba que tendría hasta 6 años de actualizaciones entre sistema operativo y parches de seguridad, debido a que fue una sugerencia del público al ver qué otras marcas de telefonía celular ofrecen equipos que cuentan con garantía de actualizaciones del sistema por años. Los dispositivos vienen con el logo impreso de Dolby Atmos, marca encargada de fabricar el sistema de audio en los dispositivos de Motorola.

## Comparaciones

### moto G en Estados Unidos
|                              | Moto G Play                                                                   | Moto G                                                | Moto G Power                                     | Moto G Stylus                                            |
| ---------------------------- | ----------------------------------------------------------------------------- | ----------------------------------------------------- | ------------------------------------------------ | -------------------------------------------------------- |
| Modelo                       | XT2413                                                                        | XT2417                                                | XT2415                                           | XT2419                                                   |
| Lanzamiento                  | 26 de enero de 2024                                                           | 21 de marzo de 2024                                   | 22 de marzo de 2024                              | 30 de mayo de 2024                                       |
| Sistema operativo            | Android 14                                                                    | Android 14                                            | Android 14                                       | Android 14                                               |
| Tamaño de la pantalla        | 6.5 pulgadas                                                                  | 6.6 pulgadas                                          | 6.7 pulgadas                                     | 6.7 pulgadas                                             |
| Resolución de pantalla       | 720 x 1600 pixeles                                                            | 712 x 1612 pixeles                                    | 1080 x 2400 pixeles                              | 1080 x 2400 pixeles                                      |
| Relación pantalla-cuello     | 83%                                                                           | 84.9%                                                 | 84.8%                                            | 88.2%                                                    |
| Tecnología de pantalla       | IPS LCD                                                                       | IPS LCD                                               | IPS LCD                                          | P-OLED 1B colors                                         |
| Tasa de refresco             | 90 Hz                                                                         | 120 Hz                                                | 120 Hz                                           | 120Hz                                                    |
| Recorte de pantalla          |                                                                               |                                                       |                                                  |                                                          |
| Procesador                   | Qualcomm SM6225 Snapdragon 680 4G (6 nm)                                      | Qualcomm SM4375 Snapdragon 4 de 1.ª generación (6 nm) | Mediatek Dimensity 7020 (6 nm)                   | Qualcomm SM6450 Snapdragon 6 Gen 1 (4 nm)                |
| CPU                          | 4 x 2,4 GHz Kryo 265 Gold y 4 x 1,9 GHz Kryo 265 Silver                       | 2x2,0 GHz Cortex-A78 y 6x1,8 GHz Cortex-A55           | 2x2,2 GHz Cortex-A78 y 6x2,0 GHz Cortex-A55      | 4x2.2 GHz Cortex-A78 & 4x1.8 GHz Cortex-A55              |
| GPU                          | Adreno 610                                                                    | Adreno 619                                            | IMG BXM-8-256                                    | Adreno 710                                               |
| Almacenamiento interno       | 64 GB                                                                         | 128 GB                                                | 128 GB                                           | 128 GB / 256 GB                                          |
| Almacenamiento externo       | MicroSDXC hasta 1 TB                                                          | MicroSDXC hasta 1 TB                                  | MicroSDXC hasta 1 TB                             | MicroSDXC hasta 1 TB                                     |
| RAM                          | 4 GB                                                                          | 4 GB                                                  | 8 GB                                             | 8 GB                                                     |
| Cámara frontal               | Imagen: 8 MP Video: 1080p@30fps                                               | Imagen: 8 MP Video: 1080p@30fps                       | Imagen: 16 MP Video: 1080p@30fps                 | Imagen: 32 MP Video: 1080p@30/60fps                      |
| Cámaras traseras             | Imagen: 50 MP Video: 1080p@30fps                                              | Imagen: 50 MP / 2 MP Video: 1080p@30fps               | Imagen: 50 MP / 8 MP Video: 1080p@30fps gyro-EIS | Imagen: 50 MP / 13 MP Video: 4K@30fps 1080p@30,60/120fps |
| Flash trasero                | Flash LED HDR Panorama                                                        | Flash LED HDR Panorama                                | Flash LED HDR Panorama                           | Flash LED HDR Panorama                                   |
| Audio                        | Altavoz Stéreo de alta resolución de 24 bits/192 kHz, conector de audio 3.5mm | Altavoz Stéreo, conector de audio 3.5mm               | Altavoz Stéreo, conector de audio 3.5mm          | Altavoz Stéreo, conector de audio 3.5mm                  |
| Wi-Fi                        | Wi-Fi 802.11 a/b/g/n/ac doble banda                                           | Wi-Fi 802.11 a/b/g/n/ac doble banda                   | Wi-Fi 802.11 a/b/g/n/ac doble banda              | Wi-Fi 802.11 a/b/g/n/ac doble banda                      |
| Bluetooth                    | 5.1, A2DP, LE                                                                 | 5.1, A2DP, LE                                         | 5.3, A2DP, LE                                    | 5.1, A2DP, LE                                            |
| GPS                          | Si                                                                            | Sí                                                    | Sí                                               | Sí                                                       |
| NFC                          | No                                                                            | No                                                    | Sí                                               | No                                                       |
| Escáner de huellas digitales | Lateral                                                                       | Lateral                                               | Lateral                                          | Lateral                                                  |
| Batería                      | 5000 mAh no removible, Li-Po                                                  | 5000 mAh no removible, Li-Po                          | 5000 mAh no removible, Li-Po                     | 5000 mAh no removible, Li-Po                             |
| Carga                        | USB-C, 15 W                                                                   | USB-C, 18 W                                           | USB-C, 30 W                                      | USB-C, 30 W                                              |
| USB                          | USB-C 2.0                                                                     | USB-C 2.0                                             | USB-C 2.0                                        | USB-C 2.0                                                |
| Peso                         | 185 g                                                                         | 194 g                                                 | 201 g                                            | 190 g                                                    |
| Dimensiones                  | 163,8 x 75 x 8,3 mm                                                           | 164,4 x 75 x 8,2 mm                                   | 167,2 x 76,4 x 8,5 mm                            | 162.6 x 74.8 x 8.3 mm                                    |
| Color                        | • Azul Zafiro                                                                 | • Verde Salvia                                        | • Azul Medianoche • Lila Pálido                  | • Café con leche y caramelo • Ola escarlata              |

### Moto G en el resto del mundo
|                               | Moto G04                                                       | Moto G04s                                                      | Moto G24                                              | Moto G24 Power                                  | Moto G34                                                    | Moto G64                                    | Moto G35                                                      | Moto G45                                               | Moto G55                                           | Moto G75                                                      | Moto G85                                                      |
| ----------------------------- | -------------------------------------------------------------- | -------------------------------------------------------------- | ----------------------------------------------------- | ----------------------------------------------- | ----------------------------------------------------------- | ------------------------------------------- | ------------------------------------------------------------- | ------------------------------------------------------ | -------------------------------------------------- | ------------------------------------------------------------- | ------------------------------------------------------------- |
| Modelo                        | XT2421                                                         | XT2421                                                         | XT2423                                                | XT2423                                          | XT2363                                                      | XT2431                                      | XT2433                                                        | XT2363                                                 | XT2435                                             | XT2437                                                        | XT2427                                                        |
| Lanzamiento                   | 7 de febrero                                                   | 29 de abril                                                    | 6 de febrero                                          | 6 de febrero                                    | 29 de diciembre                                             | 23 de abril                                 | 25 de septiembre                                              | 28 de agosto                                           | 6 de septiembre                                    | 28 de octubre                                                 | 25 de junio                                                   |
| Sistema operativo             | Android 14                                                     | Android 14                                                     | Android 14                                            | Android 14                                      | Android 13                                                  | Android 14                                  | Android 14                                                    | Android 14                                             | Android 14                                         | Android 14                                                    | Android 14                                                    |
| Tamaño de pantalla            | 6.56 pulgadas                                                  | 6.56 pulgadas                                                  | 6.56 pulgadas                                         | 6.56 pulgadas                                   | 6.5 pulgadas                                                | 6.5 pulgadas                                | 6.72 pulgadas                                                 | 6.5 pulgadas                                           | 6.49 pulgadas                                      | 6.78 pulgadas                                                 | 6.67 pulgadas                                                 |
| Resolución de pantalla        | 712 x 1612 píxeles                                             | 712 x 1612 píxeles                                             | 712 x 1612 píxeles                                    | 712 x 1612 píxeles                              | 712 x 1600 píxeles                                          | 1080 x 2400 píxeles                         | 1080 x 2400 píxeles                                           | 720 x 1600 píxeles                                     | 1080 x 2400 píxeles                                | 1080 x 2388 píxeles                                           | 1080 x 2400 pulgadas                                          |
| Relación pantalla-cuerpo      | 84,9%                                                          | 84,9%                                                          | 84,9%                                                 | 84,9%                                           | 84,0%                                                       | 84,0%                                       | 86,3%                                                         | 84,0%                                                  | 85,7%                                              | 86,8%                                                         | 90,8%                                                         |
| Tecnología de pantalla        | IPS LCD                                                        | IPS LCD                                                        | IPS LCD                                               | IPS LCD                                         | IPS LCD                                                     | IPS LCD                                     | IPS LCD                                                       | IPS LCD                                                | IPS LCD                                            | IPS LCD                                                       | P-OLED, 1B Colores                                            |
| Tasa de refresco              | 90 Hz                                                          | 90 Hz                                                          | 90 Hz                                                 | 90 Hz                                           | 120 Hz                                                      | 120 Hz                                      | 120 Hz                                                        | 120 Hz                                                 | 120 Hz                                             | 120 Hz                                                        | 120 Hz                                                        |
| Recorte de pantalla           |                                                                |                                                                |                                                       |                                                 |                                                             |                                             |                                                               |                                                        |                                                    |                                                               |                                                               |
| Procesador                    | Unisoc T606 (12 nm)                                            | Unisoc T606 (12 nm)                                            | Mediatek MT6769Z Helio G85 (12nm)                     | Mediatek MT6769Z Helio G85 (12nm)               | Qualcomm SM6375 Snapdragon 695 5G (6 nm)                    | Mediatek Dimensity 7025 (6 nm)              | Unisoc T760 (6 nm)                                            | Qualcomm SM6375 Snapdragon 6s de 3.ª generación (6 nm) | Mediatek Dimensity 7025 (6 nm)                     | Qualcomm Snapdragon 6 de 3.ª generación (4 nm)                | Qualcomm SM6375 Snapdragon 6s de 3.ª generación (6 nm)        |
| CPU                           | 2x1,6 GHz Cortex-A75 y 6x1,6 GHz Cortex-A55                    | 2x1,6 GHz Cortex-A75 y 6x1,6 GHz Cortex-A55                    | 2x2,0 GHz Cortex-A75 y 6x1,7 GHz Cortex-A55           | 2x2,0 GHz Cortex-A75 y 6x1,7 GHz Cortex-A55     | 2x2,2 GHz Kryo 660 Gold y 6x1,7 GHz Kryo 660 Silver         | 2x2,5 GHz Cortex-A78 y 6x2,0 GHz Cortex-A55 | 1x2.2 GHz Cortex-A76 y 3x Cortex-A76 y 4x Cortex-A55          | 2x2,3 GHz Cortex-A78 y 6x2,0 GHz Cortex-A55            | 2x2,5 GHz Cortex-A78 y 6x2,0 GHz Cortex-A55        | 4x2,4 GHz Cortex-A78 y 4x1,8 GHz Cortex-A55                   | 2x2,3 GHz Cortex-A78 y 6x2,0 GHz Cortex-A55                   |
| GPU                           | Mali-G57 MP1                                                   | Mali-G57 MP1                                                   | Malí-G52 MC2                                          | Malí-G52 MC2                                    | Adreno 619                                                  | IMG BXM-8-256                               | Mali-G57                                                      | Adreno 619                                             | IMG BXM-8-256                                      | Adreno                                                        | Adreno 619                                                    |
| RAM y ROM                     | 4 GB/64 GB 4 GB/128 GB 8 GB/128 GB                             | 4 GB/64 GB 4 GB/128 GB 8 GB/128 GB 4 GB/256 GB                 | 4 GB/128 GB 8 GB/128 GB 4 GB/256 GB 8 GB/256 GB       | 4 GB/128 GB 8 GB/128 GB 4 GB/256 GB 8 GB/256 GB | 4 GB/64 GB 4 GB/128 GB 8 GB/128 GB 8 GB/256 GB              | 8 GB/128 GB 12 GB/256 GB                    | 4 GB/128 GB 8 GB/128 GB 4 GB/256 GB 8 GB/256 GB               | 4 GB/128 GB 8 GB/128 GB                                | 4 GB/128 GB 8 GB/128 GB 8 GB/256 GB                | 8 GB/128 GB 8 GB/256 GB                                       | 8 GB/128 GB 8 GB/256 GB 12 GB/256 GB 8 GB/512 GB 12 GB/512 GB |
| Almacenamiento expandible     | Micro SDXC de hasta 1 TB                                       | Micro SDXC de hasta 1 TB                                       | Micro SDXC de hasta 1 TB                              | Micro SDXC de hasta 1 TB                        | Micro SDXC de hasta 1 TB                                    | Micro SDXC de hasta 1 TB                    | Micro SDXC de hasta 1 TB                                      | Micro SDXC de hasta 1 TB                               | Micro SDXC de hasta 1 TB                           | Micro SDXC de hasta 1 TB                                      | Micro SDXC de hasta 1 TB                                      |
| Wi-Fi                         | Wi-Fi 802.11 a/b/g/n/ac doble banda                            | Wi-Fi 802.11 a/b/g/n/ac doble banda                            | Wi-Fi 802.11 a/b/g/n/ac doble banda                   | Wi-Fi 802.11 a/b/g/n/ac doble banda             | Wi-Fi 802.11 a/b/g/n/ac doble banda                         | Wi-Fi 802.11 a/b/g/n/ac doble banda         | Wi-Fi 802.11 a/b/g/n/ac doble banda                           | Wi-Fi 802.11 a/b/g/n/ac doble banda                    | Wi-Fi 802.11 a/b/g/n/ac doble banda                | Wi-Fi 802.11 a/b/g/n/ac doble banda                           | Wi-Fi 802.11 a/b/g/n/ac doble banda                           |
| Bluetooth                     | 5.0, A2DP, LE                                                  | 5.0, A2DP, LE                                                  | 5.0, A2DP, LE                                         | 5.0, A2DP, LE                                   | 5.1, AD2P, LE                                               | 5.3, AD2P, LE                               | 5.0, A2DP, LE                                                 | 5.1, AD2P, LE                                          | 5.3, AD2P, LE                                      | 5.1, AD2P, LE                                                 | 5.1, AD2P, LE                                                 |
| NFC                           | Depende la región                                              | Depende la región                                              | Depende la región                                     | Depende la región                               | Depende la región                                           | Sí                                          | Depende la región                                             | Sí                                                     | Depende la región                                  | Sí                                                            | Depende la región                                             |
| GPS                           | Si                                                             | Si                                                             | Si                                                    | Si                                              | Si                                                          | Si                                          | Si                                                            | Sí                                                     | Sí                                                 | Si                                                            | Sí                                                            |
| Escáner de huellas dactilares | Lateral                                                        | Lateral                                                        | Lateral                                               | Lateral                                         | Lateral                                                     | Lateral                                     | Lateral                                                       | Lateral                                                | Lateral                                            | Lateral                                                       | Pantalla frontal                                              |
| Cámara trasera                | Imagen: 16 MP Video: 1080p@30fps                               | Imagen: 50 MP Video: 1080p@30fps                               | Imagen: 50 MP, 2 MP Video: 1080p@30fps                | Imagen: 50 MP, 2 MP Video: 1080p@30fps          | Imagen: 50 MP, 2 MP Video: 1080p@30fps                      | Imagen: 50 MP, 8 MP Video: 1080p@30fps      | Imagen: 50 MP, 8 MP Video: 4K@30fps, 1080p@30fps              | Imagen: 50 MP, 2 MP Video: 1080p@30fps, gyro-EIS       | Imagen: 50 MP, 8 MP Video: 1080p@30/60fps          | Imagen: 50 MP, 8 MP Video: 4K@30fps, 1080p@30/60fps, gyro-EIS | Imagen: 50 MP, 8 MP Video: 1080p@30/60fps                     |
| Flash trasero                 | Flash LED HDR Panorama                                         | Flash LED HDR Panorama                                         | Flash LED HDR Panorama                                | Flash LED HDR Panorama                          | Flash LED HDR Panorama                                      | Flash LED HDR Panorama                      | Flash LED HDR Panorama                                        | Flash LED HDR Panorama                                 | Flash LED HDR Panorama                             | Flash LED HDR Panorama                                        | Flash LED HDR Panorama                                        |
| Cámara frontal                | Imagen: 5 MP Video: 1080p@30fps                                | Imagen: 5 MP Video: 1080p@30fps                                | Imagen: 8 MP Video: 1080p@30fps                       | Imagen: 8 MP, 16 MP (India) Video: 1080p@30fps  | Imagen: 16 MP Video: 1080p@30fps                            | Imagen: 16 MP Video: 1080p@30fps            | Imagen: 16 MP Video: 1080p@30fps                              | Imagen: 16 MP Video: 1080p@30fps                       | Imagen: 16 MP Video: 1080p@30fps                   | Imagen: 16 MP Video: 4K@30fps, 1080p@30fps                    | Imagen: 16 MP Video: 1080p@30fps                              |
| Audio                         | Altavoz, conector de audio 3.5 mm                              | Altavoz, conector de audio 3.5 mm                              | Altavoz Stereo, conector de audio 3.5 mm              | Altavoz Stereo, conector de audio 3.5 mm        | Altavoz Stereo, Snapdragon Sound, conector de audio 3.5 mm  | Altavoz Stereo, conector de audio 3.5 mm    | Altavoz Stereo, conector de audio 3.5 mm                      | Altavoz Stereo, conector de audio 3.5 mm               | Altavoz Stereo, conector de audio 3.5 mm           | Altavoz Stereo de alta resolución de 24-bit/192kHz            | Altavoz Stereo                                                |
| Batería                       | 5000 mAh no removible. Li-Po                                   | 5000 mAh no removible. Li-Po                                   | 5000 mAh no removible. Li-Po                          | 6000 mAh no removible. Li-Po                    | 5000 mAh no removible. Li-Po                                | 6000 mAh no removible. Li-Po                | 5000 mAh no removible. Li-Po                                  | 5000 mAh no removible. Li-Po                           | 5000 mAh no removible. Li-Po                       | 5000 mAh no removible. Li-Po                                  | 5000 mAh no removible. Li-Po                                  |
| Carga                         | USB C 15 W                                                     | USB C 15 W                                                     | USB C 15 W                                            | USB C 30 W                                      | USB C 18 W                                                  | USB C 30 W                                  | USB C 18 W                                                    | USB C 18 W                                             | USB C 30 W                                         | USB C 15/30 W                                                 | USB C 30 W                                                    |
| USB                           | USB 2.0                                                        | USB 2.0                                                        | USB 2.0                                               | USB 2.0                                         | USB 2.0                                                     | USB 2.0                                     | USB 2.0                                                       | USB 2.0                                                | USB 2.0                                            | USB 2.0                                                       | USB 2.0                                                       |
| Dimensiones                   | 163,5 x 74,5 x 8 mm                                            | 163,5 x 74,5 x 8 mm                                            | 163,5 x 74,5 x 8 mm                                   | 163,5 x 74,5 x 9 mm                             | 162,7 x 74,6 x 8 mm                                         | 161,6 x 73,8 x 8,9 mm                       | 166.3 x 76 x 7.8 mm                                           | 162,7 x 74,6 x 8 mm                                    | 161,6 x 73,8 x 8,1 mm                              | 166,1 x 77,2 x 8,3 mm                                         | 161,9 x 73,1 x 7,6 mm                                         |
| Peso                          | 178.8 g                                                        | 178.8 g                                                        | 181 g                                                 | 197 g                                           | 179 g                                                       | 192 g                                       | 188 g                                                         | 183 g                                                  | 179 g                                              | 205 g                                                         | 171 g                                                         |
| Colores                       | • Negro Concord • Verde Mar • Azul Satinado • Naranja Amanecer | • Negro Concord • Verde Mar • Azul Satinado • Naranja Amanecer | • Carbón Mate • Verde Hielo • Arándano • Rosa Lavanda | • Azul Glaciar • Azul Tinta                     | • Negro Carbón • Azul Hielo • Verde Oceano • Crema Vainilla | • Verde Menta • Azul Perla • Lila Hielo     | • Verde Hoja • Rojo Guayaba • Negro Medianoche • Verde Salvia | • Azul Brillante • Verde Brillante • Viva Magenta      | • Gris Bosque • Verde Ahumado • Morado Crepuscular | • Gris Carbón • Azul Agua • Verde Suculento                   | • Verde Oliva • Azul Cobalto • Gris Urbano • Magenta          |